# Herman Wilhelm Bissen
Pour les articles homonymes, voir Bissen (homonymie).
Herman Wilhelm Bissen né le 13 octobre 1798 à Schleswig et mort le 10 mars 1868 à Copenhague est un sculpteur danois.

## Biographie
Fils de Christian Gottlieb Wilhelm Bissen et d'Anna Margrethe Dorothea Elfendal, Herman Wilhelm Bissen est élevé dans la ferme de la famille. À ses 14 ans, son père est obligé à vendre sa propriété et la famille déménage à Schleswig. Herman Wilhelm Bissen y découvre sa passion pour l'art.
De 1816 à 1823, il étudie la peinture à l'Académie royale des beaux-arts de Copenhague. En 1821, il remporte la médaille d'argent de l'Académie pour ses dessins de modèle, suivie par celles d'or en 1823 et 1824.
À la fin de ses études, il part à Rome où il restera pour dix ans et deviendra élève du sculpteur Bertel Thorvaldsen, sous l'influence duquel son style changea du romantisme au néo-classicisme. En Italie, il rencontra Christian Daniel Rauch à Berlin. De retour au Danemark, il devint ensuite professeur à l'Académie des arts en 1834, et modifia son style en direction du réalisme. Il eut pour élèves entre autres les sculpteurs Rasmus Andersen et Brynjulf Bergslien.
En 1835, il épouse Emilie Hedevig Møller. Son deuxième mariage est célébré en 1852, avec la sœur du peintre Jørgen Sonne, Cathrine Marie Sonne. Il est le père du sculpteur Vilhelm Bissen junior et du peintre Rudolf Bissen.
En 1850, il est nommé directeur de l'Académie royale des beaux-arts. Il occupera le poste jusqu'en 1853.

## Œuvres

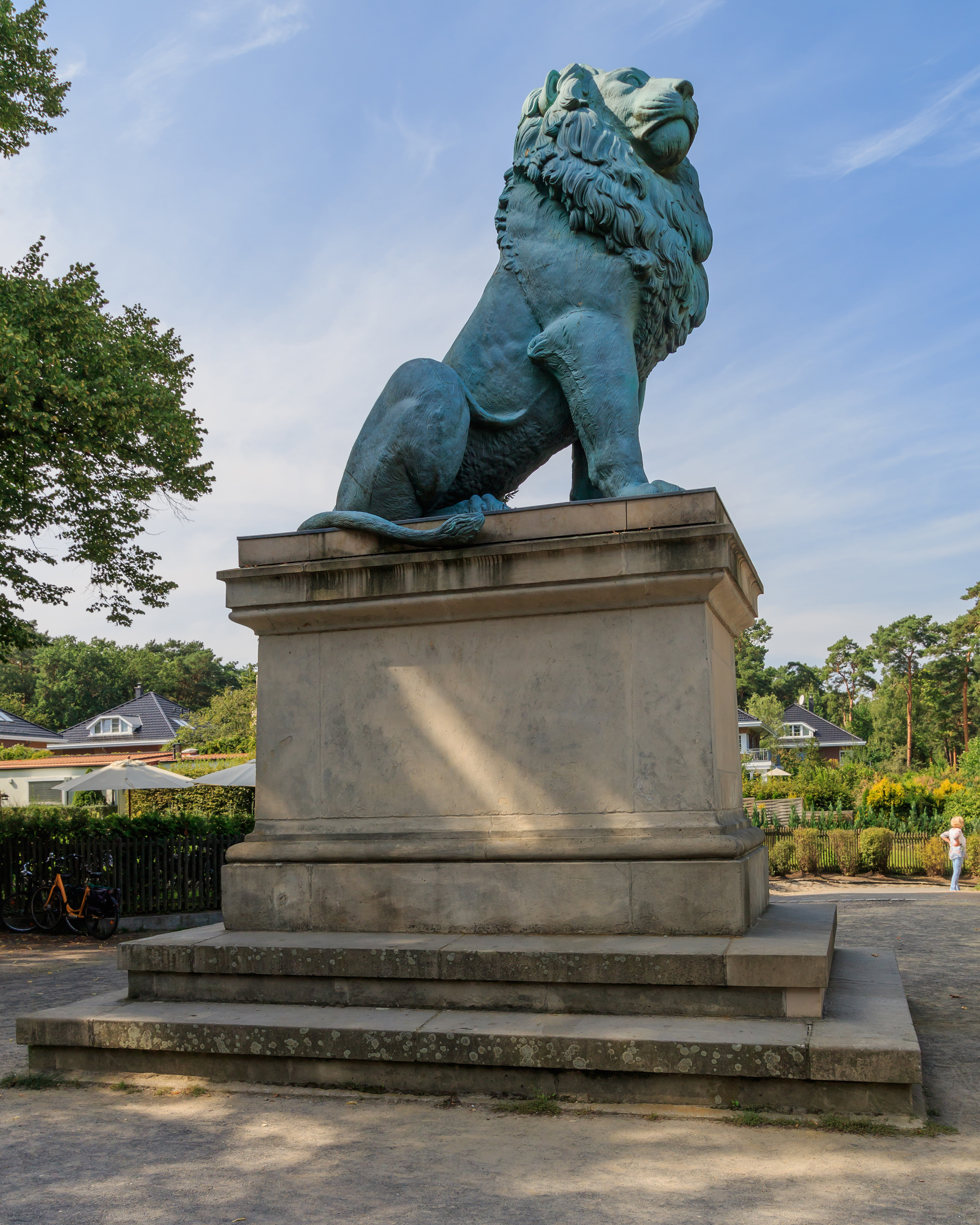
Lion, Berlin, Großer Wannsee.

Parmi les œuvres du sculpteur figurent le monumental Landsoldaten (1858) à Fredericia ainsi que le Lion dont un exemplaire se trouve à Copenhague depuis son transfert de Flensbourg.
On lui doit également Valkyrie et Idunn, conservés à la Ny Carlsberg Glyptotek de Copenhague, ainsi qu'une série de plâtres exécutés pour l'escalier de la Reine au château de Christianborg, avant que celui-ci ne brûle en 1884.